# セルフィー (テレビドラマ)
『セルフィー』（原題: Selfie）は、2014年に放送されたアメリカ合衆国のテレビドラマ。
この番組は、Emily Kapnekがワーナー・ブラザース・テレビジョンのために制作し、エグゼクティブ・プロデューサーを務めた。 
ABCで2014年9月30日に放送が開始された。2014年11月7日にこの番組は7話でシーズン途中にキャンセルされた。 残りの6エピソードは、期間限定でオンライン公開された。
全13話で構成されていた。

## あらすじ
本シリーズは、キンダーケア・ファーマシューティカル社の営業担当者であるイライザ・ドゥーリーの人生を描いている。彼女は、InstagramやTwitterなどのソーシャルメディアを利用して名声を得ることに夢中になっており、定期的に自撮り写真を投稿している。インターネット上での "友達 "が本当の友情の代わりにはならないことを心配し始めた彼女は、同僚でマーケティング専門家であるヘンリー・ヒッグスに助けを求める。
登場人物の名前は、1912年のジョージ・バーナード・ショーの戯曲『ピグマリオン』の主人公、エリザ・ドゥリトルとヘンリー・ヒギンズにちなんだもので、1956年のミュージカル『マイ・フェア・レディ』でさらに人気を博した。劇中でもミュージカルでも、ヘンリーはイライザの社会的地位を向上させることを使命としていますが、結局は自分が作ったものに恋をしてしまうのだ。ショーの作品は、ギリシャ神話のピュグマリオーン（彫刻家が自分の作った像に恋をした）の物語にヒントを得ている。このシリーズでは、現代の社会問題や音楽が取り上げられた。

## 登場人物・キャスト

### 主要登場人物
エリザ・ドゥーリトル （Eliza Dooley）
演：カレン・ギラン
ヘンリー・ヒッグス （Henry Higgs）
演：ジョン・チョー
シャルモニーク・ウィテカー （Charmonique Whitaker）
演：ダヴィン・ジョイ・ランドルフ
ブリン （Bryn）
演：アルリン・レイチェル
サム・サパースタイン （Sam Saperstein）
演：デヴィッド・ヘアウッド

## 製作
当初、テレビシリーズの第1シーズンは26エピソードを予定していた。撮影されたのはわずか13エピソード。

## 中止とファンキャンペーン
この番組は低視聴率のため、シーズン途中でキャンセルされた。最初のエピソードと番組名から、批評家の評価は芳しくなかったが、後になってエピソードが改善され、番組の可能性について肯定的な記事が増えていった。カレン・ギランとジョン・チョーの恋愛相性が良かったという意見もあった。多くのファンが「#SaveSelfie」キャンペーンを展開し、番組の放送を継続させようとした。64,000以上の署名を集めた請願書を作成し、彼らの名前でユニセフに1,000ドルを寄付し、さまざまなTVネットワークに連絡を取った。ABCは中止の決定を変えず、他のネットワークがこのシリーズを取り上げることもなかった。しかし、ファンの反応のおかげで、Huluのストリーミングプラットフォームでハーフシーズンの残りのエピソードが予想より早く、キャンセルから2週間後に配信されることになった。

## ファンダム
番組終了後、数年を通して何人ものファンがコンベンションでカレン・ギランに『セルフィー』について質問したり、イライザとヘンリーの可能な結末について考えてきたりしています。 
『セルフィー』は、2021年に新浪微博やBilibiliなどのSNSでトレンドになって以来、中国で復活した。この番組は、中国語では『再造淑女』という別のタイトルで知られています。Douban (豆瓣)では10点満点中8.4点という平均以上のスコアを獲得しています。中国の視聴者はこの番組に対して好意的な反応を示し、国際的に人気のある韓国ドラマに似ていると言及した。また、恋愛に対する緩やかなアプローチ、主役二人の相性、主人公の人間的な成長も視聴者に評価された。中国のファンの多くは、第2シーズンで継続されなかったことを悲しみ、失望していました。

## 外部サイト
- 公式ウェブサイト（英語）(アーカイブ)
- Selfie - IMDb（英語）
- Selfie Douban (再造淑女 豆瓣) （中国語）
- Selfie (ABCSelfie) - Facebook（英語）
- Selfie (@SelfieABC) - X（旧Twitter）（英語）
- Selfie (@selfieabc) - Instagram（英語）
- Selfie Reddit - インターネット掲示板（英語）